# علم الأهواز
علم الأحواز العربي ويُسمّى أيضاً بـ العلم الوطني. اعتمد سنة 1960. ويعتبر هذا العلم رمز للثورة العربية بالاحواز واقتبس الوان العلم من ألوان الوحدة العربية ويرفعة الثوار العرب المناطق العربية كما رفع في ثورة البشرى وترفع أمام السفارات الإيرانية ويحمل بداخله دائرة خضراء مفرغة تمثل العمق العربي والنجمة تمثل الاحواز العربي.(اقليم الأحواز)

## معنى علم الاحواز العربي
علم الاحواز يحتوى على الوان الوحدة العربية التي ترمز:
- الأحمر يدل على «البيت الهاشمي» لنبي الإسلام محمد.
- الأسود يدل على الخلافة الراشدة والدولة العباسية في بغداد (750–1258)
- الأخضر يدل على الخلافة الراشدة والدولة الأموية في قرطبة (756–1031)
- الأبيض يدل على الخلافة الراشدة والدولة الأموية في دمشق (661–750)

الشعار :
النجمة : دولة الأحواز العربية 
الدائرة : الوطن العربي (بما يعني الاحواز جزء لا يتجزء من الوطن العربي)

## رفض العلم الأحوازي
أعلنت حركة التحرير الوطني عن رفضها للعلم ذكرت في موقعها الرسمي أنه علم عراقي المنشئ وارفقوا علماً اخر يحمل الوان الثورة العربية وبمنتصفة عبارة الله أكبر. كذلك رفضت الحكومة الإيرانية العلم الاحوازي ووصف حاملية بالانفصاليين.

## اعلام احوازية تاريخية

علم مشيخة بني كعب او كما تعرف امارة المحمرة
علم مملكة هرمز العربية
علم عرب هولة المتواجدين في الساحل
نموذج علم حركة التحرير الوطني الاولي وتم الغاءه
علم الاحواز المقترح من منظمة التحرير الوطني